# Майкоп/Березанська – Краснодар – Новоросійськ
Майкоп/Березанська – Краснодар – Новоросійськ – система трубопроводів на півдні Росії, якими транспортується блакитне паливо до споживачів у західній частині Краснодарського краю.
Особливістю газотранспортної системи Кубані стало її формування із численних дрібних трубопроводів, які споруджували для видачі продукції виявлених у Краснодарському краї родовищ. З плином часу їх запаси вичерпувались, проте наявні газопроводи продовжували функціонувати, забезпечуючи передачу ресурсу, який тепер надходив з-за меж краю. 
Поставки газу до Новоросійська, де його споживачем передусім була потужна цементна промисловість, почались у 1956 році із запуском трубопроводу Анастасіївська – Новоросійськ діаметром 600 мм, який транспортував продукцію гігантського Анастасієвсько-Троїцького нафтогазоконденсатного родовища. В подальшому поставки наростили за допомогою газопроводу Троїцька – Кримськ, який міг передавати протранспортований ресурс як у південно-західному напрямку до трубопроводу Кримськ – Новоросійськ (став до ладу в 1964-му), та і на схід по газопроводу Кримськ – Краснодар діаметром 500 мм. В районі Краснодару споживачем природного газу міг бути Афіпський нафтопереробний завод (введений в експлуатацію у 1964-му).
З іншої сторони до столиці Краснодарського краю подали блакитне паливо по ланцюжку газопроводів діаметром 700 мм Майкоп – Гіагінська – Дінська – Краснодар, які обходили Краснодарське водосховище з півночі. Газопроводи мали загальну довжину біля півтори сотні кілометрів (в тому числі центральна ділянка Гігагінська – Дінська 96 км) та були виконані в діаметрі 700 мм. При цьому з 1961 року великим споживачем природного газу стала Краснодарська ТЕЦ. 
У 1973-му газопроводи, що виходять до столиці Кубані, інтегрували за допомогою проекту «Обвод міста Краснодар», який мав довжину 100 км та був виконаний в діаметрі 500 мм.
В 1970-х видобуток у Краснодарському краї став стрімко падати, оскільки так і не вдалось відкрити нових значних родовищ (крім того, неоптимальні режими експлуатації, спрямовані на якнайшвидше вилучення запасів, призвели до проривів води та втрати значної частини ресурсу). Як наслідок, тепер забезпечення споживачів відбувалось за рахунок ресурсу середньоазійського, південноуральського та сибірського походження, котрий надходив по реверсованому трубопроводу Ростов – Майкоп. Останній проходив через компресорну станцію Березанська, від якої, зокрема, проклали газопровід Березанська – Некрасовська – Майкоп діаметром 800 мм та додаткову нитку Березанська – Некрасовська діаметром 500 мм. Від Некрасовської блакитне паливо могло передаватись до введеного в експлуатацію у 1982-му газопроводу Некрасовська – Афіпська довжиною 100 км та діаметром 500 мм, який обходить Краснодарське водосховище з півдня та в районі Афіпської сполучений з газопровідним обводом Краснодару. При цьому ще в 1980-му між Афіпською та Кримськом проклали другу нитку, відому як газопровід Краснодар – Кримськ, довжиною 94 км та діаметром 500 мм. Для збільшення пропускної здатності системи в 1980-му запустили компресорну станцію Афіпська, яку обладнали газомотокомпресорами, знаятими з Березанської компресорної станції.
Нарешті, в 1989-му проклали газопровід Березанська – Слов'янськ-на-Кубані довжиною 185 км та діаметром 500 мм. Це дозволило використовувати Афіпську компресорну станцію з її застарілим обладнанням лише у зимовий період, коли під час сильних морозів різко зростало споживання блакитного палива.
На початку 2000-х неподалік від Краснодару прошла початкова ділянка експортного трубопроводу Блакитний потік, до якого відноситься компресорна станція Кореновська. При цьому можливі поставки до столиці Кубані по газопроводу Кореновськ – Дінська довжиною 43 км, який виконаний в діаметрі 800 мм та має пропускну здатність у 20,8 млн м3 на добу.
Втім, певні обсяги ресурсу для споживачів на заході Краснодарського краю все ще постачає Анастасієвсько-Троїцьке родовище. В 2020-му тут ввели в дію дожимну компресорну станцію, яка повинна подавати до 200 млн м3 попутного газу на рік.